# Новоцурухайтуйское сельское поселение
Новоцурухайтуйское се́льское поселе́ние — муниципальное образование в Приаргунском районе Забайкальского края Российской Федерации.
Административный центр — село Новоцурухайтуй.
24 июля 2020 года упразднено в связи с преобразованием Приаргунского муниципального района в муниципальный округ.

## История
Статус и границы сельского поселения установлены Законом Читинской области от 19 мая 2004 года «Об установлении границ, наименований вновь образованных муниципальных образований и наделении их статусом сельского, городского поселения в Читинской области».

## Население
| 2010  | 2011  | 2012  | 2013  | 2014  | 2015  | 2016  |
| ----- | ----- | ----- | ----- | ----- | ----- | ----- |
| 2145  | ↘2139 | ↘2119 | ↘2095 | ↘2073 | ↘2068 | ↗2110 |
| 2017  | 2018  | 2019  | 2020  |       |       |       |
| ↘2108 | ↘2070 | ↘2067 | ↘2024 |       |       |       |

## Состав сельского поселения
| № | Населённый пункт | Тип населённого пункта       | Население |
| - | ---------------- | ---------------------------- | --------- |
| 1 | Новоцурухайтуй   | село, административный центр | ↘1656     |
| 2 | Улан             | село                         | ↘319      |